# Walsall

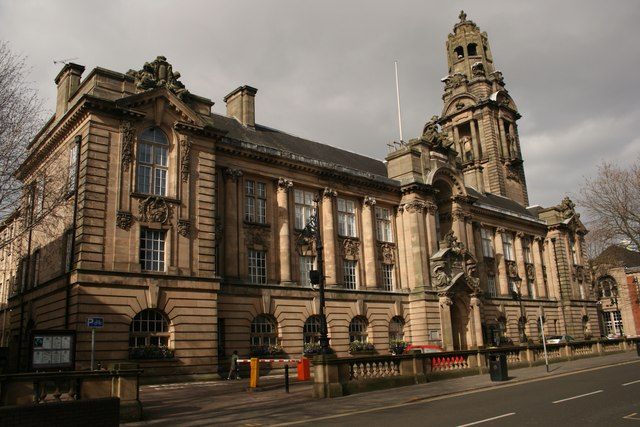
Walsall Council House

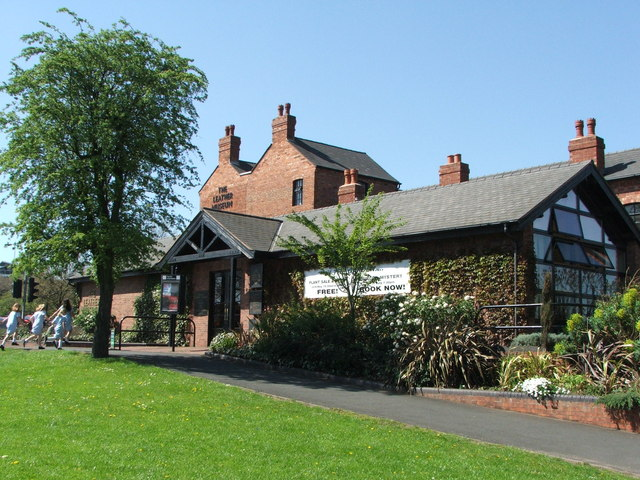
Walsall – Leather Museum

Walsall [ˈwɔːlsɔːl] ist eine Stadt mit etwa 170.000 Einwohnern in den West Midlands in England. Sie ist namensgebender Kernort und Verwaltungssitz des größeren Metropolitan Borough of Walsall.

## Geschichte
Im Jahre 1002 wurde Walsall das erste Mal erwähnt; 1159 bekam der Ort  das Stadtrecht verliehen. 1554 wurde die Queen Mary’s Grammar School eröffnet.
Im 17. Jahrhundert wurde Walsall zu einem Zentrum der Lederwarenherstellung. Der Anschluss an das Bahnnetz im Jahre 1847 förderte die wirtschaftliche Entwicklung der Stadt.

## Sehenswürdigkeiten
Sehenswert sind das Walsall Museum, das Leather Museum und die New Art Gallery.

## Wirtschaft
Die Stadt ist ein Industriezentrum (Herstellung von Lederwaren, vor allem Pferdesättel und -geschirr, Elektro- und chemische Industrie) und kultureller Mittelpunkt der Region mit Museen, Kinos und Galerien. In der Umgebung werden Kohle und Kalkstein abgebaut.

## Verkehr
Walsall wird durch die Motorways M5 und M6 an das britische Fernstraßennetz angebunden. Einige Kilometer nördlich der Stadt liegt mit der M6 Toll auch Großbritanniens erster mautpflichtiger Motorway.
Auf der Schiene kann Walsall über Bahnstrecken aus Birmingham, Stafford und Wolverhampton (–Shrewsbury) erreicht werden. Alle drei Strecken werden im Personenverkehr durch die Bahngesellschaft Central Trains bedient.
Die Stadt ist über den Walsall Canal an das historische Narrowboat-Binnenwasserstraßennetz angebunden. Ein Stichkanal, der Walsall Canal Town Arm führt zum westlich vom Stadtzentrum gelegenen Walsall Town Wharf, einem kleinen Binnenhafen, der städtebaulich revitalisiert wurde. Die Anlagen dienen heute überwiegend der Freizeitschifffahrt.

## Sport
Walsall verfügt mit dem 1888 gegründeten FC Walsall über einen professionellen Fußballverein. Es besteht eine Rivalität zu den Wolverhampton Wanderers aus dem angrenzenden Metropolitan Borough Wolverhampton, die jedoch aufgrund der unterschiedlichen Ligazugehörigkeit beider Vereine zuletzt nur selten ausgespielt wurde. 
Darüber hinaus war von 1973 bis 1980 das Formel-1-Team Ensign Racing in Walsall beheimatet.  

## Städtepartnerschaft
Seit 1962 ist die Stadt Mülhausen in der französischen Region Elsass Partnerstadt von Walsall.

## Söhne und Töchter der Stadt
- John Edward Gray (1800–1875), Zoologe
- Jerome K. Jerome (1859–1927), Schriftsteller
- Kenneth Peacock (1902–1968), Automobilrennfahrer
- Harry Hinsley (1918–1998), Historiker und Kryptoanalytiker
- Audrey Bates (1927–2014), britisch-amerikanische Mathematikerin und Programmiererin
- Frank Windsor (1927–2020), Film- und Fernsehschauspieler
- Derek Bromhall (1929–2021), Genetiker und Dokumentarfilmer
- Michael Fitzgerald (* 1937), Diplomat und Erzbischof der römisch-katholischen Kirche
- Peter Radford (* 1939), Leichtathlet
- Peter McEnery (* 1940), Schauspieler
- Jenny Tonge (* 1941), seit 2005 Baroness, Politikerin (Liberal Democrats)
- Alan Rollinson (1943–2019), Automobilrennfahrer
- Dave Walker (* 1945), Musiker
- Noddy Holder (* 1946), Sänger der Gruppe Slade, Ehrenbürger von Walsall, Schauspieler, Entertainer
- Andrew Parrott (* 1947), Chorleiter und Musikwissenschaftler
- Rob Halford (* 1951), Sänger der Gruppe Judas Priest
- Martin Degville (* 1961), Sänger und Songschreiber
- Dario Montani (* 1961), italienischer Radrennfahrer
- Martin Fowler (* 1963), Informatiker und Softwareentwickler
- Lisa Bayliss (* 1966), Hockeyspielerin
- Don Gilet (* 1967), Schauspieler
- Nick Gillingham (* 1967), Schwimmer
- Christopher Pincher (* 1969), Politiker
- Matthew Marsden (* 1973), Schauspieler, Produzent, Sänger und ehemaliges Model
- Rachel Unitt (* 1982), Fußballspielerin
- Matthew Dennant (* 1991), englischer Dartspieler
- Kemar Roofe (* 1993), jamaikanischer Fußballspieler
- Eleanor Simmonds (* 1994), paralympische Schwimmerin
- Sam Jones (* 1997), Eishockeyspieler
- Jorja Smith (* 1997), Sängerin
- Cameron Archer (* 2001), Fußballspieler

## Nachweise
1. ↑  Walsall Canal, Canal & River Trust, abgerufen am 16. Dezember 2023 (englische Sprache)
2. ↑  Twin town - Mulhouse. In: cms.walsall.gov.uk. 8. September 2011, archiviert vom Original am 13. Oktober 2011; abgerufen am 13. November 2024 (englisch).